# Gubernija (stacja kolejowa)
Gubernija (ros. Губерния) – stacja kolejowa w miejscowości Szawle, w okręgu szawelskim, na Litwie. Położona jest na linii Jełgawa - Szawle.